# Patricia Laffan
Patricia Laffan (Londen, 19 maart 1919 - Londen, 10 maart 2014) was een Britse actrice.

## Levensloop en carrière
Patricia Laffan werd geboren in Londen. In 1946 speelde ze haar eerste filmrol in Caravan. Haar grootste rollen speelde ze in 1951 in Quo Vadis en in 1955 in Devil Girl from Mars.  Ze overleed op 10 maart 2014.
- Bibliothèque nationale de France: cb13896245s (data)
- Gemeinsame Normdatei: 1207477508
- International Standard Name Identifier: 0000 0000 0124 2571
- Library of Congress Control Number: no2014003012
- Système universitaire de documentation: 161216811
- Virtual International Authority File: 64192369
- WorldCat: E39PBJtxcx9FjF98rBBD6yyTpP